# Falsistrellus tasmaniensis
Falsistrellus tasmaniensis es una especie de murciélago de la familia Vespertilionidae.

## Distribución geográfica
Es endémica de  Australia.